# Tympanoctomys barrerae
Tympanoctomys barrerae är en gnagare i familjen buskråttor som förekommer i Argentina. Den listades länge som enda art i sitt släkte men 2014 beskrevs ytterligare en art, Tympanoctomys kirchnerorum.

## Kännetecken
Arten liknar råttor (Rattus) i utseende men är inte närmare släkt med dessa. Den når en kroppslängd omkring 12 centimeter och därtill kommer en cirka 14 centimeter lång svans. Vikten ligger vid 80 gram. Pälsens färg är rödbrun med något ljusare undersida och vita fötter. En del av är tinningbenet förstorade och därför är hela skallen större än hos andra buskråttor.
Arten var det första kända däggdjuret med fyra kromosomuppsättningar istället för två som är vanlig. Senare upptäcktes en liknande genetisk struktur hos Pipanacoctomys aureus som tillhör samma familj.

## Utbredning och habitat
Denna buskmus är endemisk för Argentina och förekommer där i provinsen Mendoza och troligen även i angränsande regioner som till exempel provinsen La Pampa.

## Levnadssätt
Det är inte mycket känt om artens levnadssätt. Den vistas bara i regioner med växter som frodas på salthaltig jord. Från dessa växter äter djuret främst blad och stjälkar.
Individerna är aktiva på natten och gräver komplexa tunnelsystem. Gångarna kan vara upp till 33 meter långa när de räknas ihop och boets djupaste delar kan ligga 1,25 meter under markytan. Utgångarna ligger vanligen intill en buske. Utanför parningstiden lever honor och hanar ensam.
Fortplantningssättet är bara känt från individer som hölls i fångenskap. Hos Tympanoctomys barrerae förekommer upp till fyra kullar per år. Ungarna föds blinda och de är i början cirka 4 g tunga. De öppnar ögonen efter ungefär 6 dagar och börjar efter 10 dagar med fast föda.
Denna gnagare jagas av tornugglan. Andra möjliga fiender som lever i samma region är azararäv, pampaskatt (populationen Leopardus pajeros), liten grison, Lyncodon patagonicus, andra ugglor och ormar av släktet Bothrops.

## Status
På grund av artens begränsade utbredningsområde och en minskande population listas arten av IUCN som nära hotad (near threatened).